# Copa de la Lliga russa de futbol
La Copa de la Lliga russa de futbol fou una competició de futbol que es disputà a Rússia, organitzada per la Lliga Premier Russa.
Fou una competició per eliminatòries on participaren els 16 equips de la Premier League. Totes les eliminatòries, inclosa la final, es disputaren a doble partit. El campió no va rebre cap premi espacial (com una classificació europea), i els partits es disputaren en jornades reservades per les seleccions estatals. Aquest fet va fer que molts equips no juguessin amb els millors jugadors. Per aquest motiu, la competició no fou cap èxit i la primera edició, el 2003, també en fou la darrera.

## Historial
- 2003: FC Zenit Sant Petersburg 5-2 (agregat) FC Chernomorets Novorossiysk